# Acétyl-CoA C-acyltransférase
L'acétyl-CoA C-acyltransférase, ou β-cétothiolase, est une acyltransférase qui catalyse la réaction :
β-cétoacyl-CoA + coenzyme A → acyl-CoA + acétyl-CoA.
Cette enzyme clôt le cycle de la β-oxydation par la thiolyse de la β-cétoacyl-CoA afin de libérer l'acétyl-CoA à oxyder par le cycle de Krebs.
1. 1 2 3 4  Les valeurs de la masse et du nombre de résidus indiquées ici sont celles du précurseur protéique issu de la traduction du gène, avant modifications post-traductionnelles, et peuvent différer significativement des valeurs correspondantes pour la protéine fonctionnelle.